# David Galván (torero)
David Galván García (San Fernando, Cádiz; 27 de marzo de 1992) es un torero español en activo que tomó la alternativa en 2012 en Sanlúcar de Barrameda.

## Biografía
David Galván nació en Cádiz el 27 de marzo de 1992, estuvo viviendo en Canarias hasta los 7 años y en 2005 se apunta a la Escuela taurina de Jerez con 13 años. David, pronto destacó entre sus compañeros y con 17 años hizo el paseíllo como novillero sin picadores en la Real Maestranza de Sevilla cortando una oreja y llegando a la final de las novilladas de promoción.
Su debut con picadores tuvo lugar el 5 de abril de 2010 en la plaza de toros de Mugrón, Francia. Durante las temporadas 2010 y 2011, David cosechó notables triunfos en plazas de toros como El Puerto de Santa María, Barcelona, Valencia, Algemesí, Algeciras y San Fernando. Estas dos últimas plazas se han convertido en lugares especiales en la carrera del diestro gaditano.
El 28 de febrero de 2012, David tomó la alternativa en la plaza de toros de Sanlúcar de Barrameda, siendo padrino Francisco Ruíz Miguel y testigo Enrique Ponce. Aquella tarde fue inolvidable, ya que logró un importante triunfo al cortar tres orejas. Un año después, el 13 de mayo, confirmó la alternativa en la plaza de toros de Las Ventas, con Curro Díaz y El Fandi en la feria de San Isidro.
En sus primeros años como matador de toros, David dejó huella en plazas como La Malagueta, donde cortó una oreja en su única actuación, Sevilla, donde protagonizó una importante actuación el 24 de abril de 2015, El Puerto de Santa María, donde cosechó un significativo triunfo con tres orejas en 2016, y Las Ventas, donde realizó una importante faena premiada con una oreja el 20 de marzo de 2016, plaza en la que David Galván siempre deja un buen sabor de boca entre los aficionados.
En el año 2022, David Galván fue uno de los grandes protagonistas de la Copa Chenel, llegando a las semifinales y triunfando frente a ganaderías como José Escolar. Entre las temporadas 2022 y 2023, David Galván ha realizado el paseíllo en Europa en 32 ocasiones, sumando un total de 69 orejas y 6 rabos, destacando su éxito con diversas ganaderías como Miura, Victorino Martín, Juan Pedro Domecq, Nuñez del Cuvillo, Pallarés, etc.
En estas dos últimas temporadas, David Galván ha cosechado importantes triunfos en América, ganando el Escapulario de Oro en las ferias de La Esperanza de Lima, Chota (Perú) y Cajabamba (Perú). También ha sido merecedor de los trofeos San Sebastián de Oro y Capítulo Bienvenida de la Feria de San Cristóbal (Venezuela).

## Su tauromaquia
Referencias
1. ↑  «Jiménez, triunfador del ciclo, aunque la mejor faena la firma Galván». diariodesevilla. 25 de julio de 2009.
2. ↑  «David Galván toreó, y no ganó». sevillataurina. 23 de julio de 2009.
3. ↑  «David Galván debutará con picadores el próximo 5 de abril». laplazareal. 1 de abril de 2010.
4. ↑  «El novillero David Galván debutará con picadores en Francia». noticiasdelavilla. 8 de febrero de 2010.
5. ↑  «David Galván corta una oreja en Barcelona sufriendo una conmoción». diariodesevilla. 2 de mayo de 2011.
6. ↑  «Alternativa soñada de David Galván y rabo para Ponce». aplausos. 29 de febrero de 2012.
7. ↑  «Ponce corta un rabo en la alternativa de David Galván». elmundo. 28 de febrero de 2012.
8. ↑  «Más que digna confirmación de David Galván». elmundo. 14 de mayo de 2013.
9. ↑  «Sorteados los toros de la confirmación de David Galván en San Isidro». abc. 13 de mayo de 2013.
10. ↑  «David Galvan: «Lo que se hace en Las Ventas siempre tiene repercusión»». torosdelidia. 15 de abril de 2018.

- Datos: Q90917482
- Multimedia: David Galván / Q90917482